# Алмалык
Алмалы́к (узб. Olmaliq / Олмалиқ) — город в Ташкентской области Узбекистана. Крупнейший центр цветной металлургии страны.

## Этимология
По одной версии название «Алмалык» в переводе с узбекского может означать «нетронутое место» либо «место, которое не было завоёвано» (узб. olmoq —  брать, узб. olmalik — невзятое, незавоёванное). По другой версии, «Олмалик» переводится как «яблочный», «яблоневое раздолье» от (узб. olma — яблоня).

## История

Стела при въезде в город

### Предыстория
Рядом с современным Алмалыком, на левом берегу реки Ахан-Гаран расположено городище Имлак, в Средние века известное как Тункет.
В VI—VII веках н. э. являлся одним из центральных городов Чачского оазиса, протянувшегося от верховьев рек Чирчик и Ахан-Гаран до берегов Сырдарьи в районе нынешнего Худжанда включительно.
Область Чач (Шаш) славилась на Древнем Востоке, как крупный рудный регион, в котором добывались металлы.
Обследование области и описание города проводилось в конце 1920—1930-х годах археологом М. Е. Массоном.
Летом 1959 года Институт археологии АН УзССР начал тщательное изучение города. Руководил работами Ю. Ф. Буряков.
Выяснилось, что Тункет был построен в VI—VII веках н. э. Городская территория была окружена оборонительными стенами, внутри неё находилось укрепленное ядро — цитадель, отделенная стеной от самого города.
В нём были дворец правителя и монетный двор. Ремесленники города обрабатывали железо, медь и благородные металлы. Выявлены следы керамического и стеклодувного ремесла.
Материалы XI—XII веков встречались довольно редко. Скорее всего, к моменту прихода орд Чингисхана город находился в упадке.
В 5 км к востоку от Алмалыка расположено древнее городище Куль-Ата, также тщательно обследованное М. Е. Массоном.
Упоминание об Алмалыке можно встретить у Бабура, на первой странице его книги «Бабур-наме»: 
… на севере хотя раньше и были такие города, как Алмалык, Алмату и Янги, название которого пишут в книгах Отрар, но теперь из-за [нашествий] моголов и узбеков они разрушены и там совсем не осталось населенных мест.

### Разведка месторождений полезных ископаемых, как предпосылка к созданию города
В дореволюционное время на месте современного Алмалыка находилось 2 небольших кишлака — Алмалык и Карамазар.
В 1923 году в Ташкент приехала группа ученых-геологов, после чего в Ташкентской области начались поиски полезных ископаемых.
В 1924—1925 годах известный советский геолог С. Ф. Машковцев описал выходы окисленных руд в районе гор Большой и Малый Кальмакыр.
В последующие годы открытия следовали одно за другим: медное месторождение Сары-Чеку, свинцовые Алтын-Топкан и Кургашинкан и т. д.
В 1925 году выход окисленных руд на Кальмакыре был детально обследован другим выдающимся геологом Б. Н. Наследовым, с именем которого тесно связано развитие всего района Алмалыка.
По его совету здесь в 1927 году начались регулярные разведывательные работы, которые привели к созданию комбината.
К началу Великой Отечественной войны разведка местонахождения цветных металлов была закончена. Появился план создания комбината, который бы объединил все горнодобывающие предприятия района Алмалыка.

### Основание города
В марте 1939 года было организовано управление строительством Алмалыкского медеплавильного комбината.
В 1940 году составлена районная схема планировки комплекса медеплавильного комбината и города Алмалыка на 25 000 жителей.
Но дальнейшая работа по строительству промышленных предприятий в районе Алмалыка была законсервирована в связи с началом Великой Отечественной войны.
В военное время на месторождениях Кальмакыр и Актурпак трудились старательские артели «Помощь фронту», «Наша победа», «Ак-Чеку», «Красная заря».
Старатели отбивали золотосодержащую породу, вручную загружали её в вагонетки и вывозили на поверхность, затем руду промывали «дедовским способом». Полученные золото и серебро сдавали государству.
Лишь после окончания Великой Отечественной войны, в 1946 году, строительство в районе Алмалыка было возобновлено, пересмотрено проектное здание комбината и выбрана площадка для рабочего посёлка.
В 1947 году кишлак Алмалык был преобразован в рабочий посёлок на территории Пскентского района.
В 1948 году проектный институт «Гипроцветмет» составил генеральную схему планировки города Алмалыка на 25 000 жителей, и по ней начали строить.
Дальнейшее проектирование в Алмалыке было поручено проектному институту «Узгоспроект», который к середине 1950-x годов составил технико-экономическое обоснование планировки и застройки города.
10 июля 1951 года посёлок Алмалык был преобразован в город.

## Административно-территориальное деление
Город состоит из районов: Ойдин, 5/2, Радуга, Телеграф, Космос, Старый базар, 67-й квартал, квартал Навруз (Целина и 70-й Хужалик) и квартал Намуна (Депо), Интернат.Нижний терасса.ДСК, Хим.городок.

## География
Алмалык расположен на северном склоне Кураминского хребта (на высотах 600—650 метров), на левобережье реки Ахангаран, в 52 км к юго-востоку от города Ташкента, в 18 км к югу от железнодорожной станции Ахангаран на ветке Ташкент — Ангрен, является конечным пунктом шоссе Ташкент — Алмалык.
По Алмалыку течёт небольшая река (ручей) Алмалыксай, которая ранее являлась притоком Ахангарана, однако ныне полностью разбирается на арыки близ города.

## Население
Численность населения по состоянию на 1 января 2014 года составляет 121 109 жителей.
| Год                     | 1959 | 1969 | 1991 | 2014  |
| Население, тыс. человек | 40   | 76   | 116  | 121,1 |

## Центр цветной металлургии Узбекистана
Важным шагом в деле развития цветной металлургии в Узбекистане в послевоенный период и образовании города явилось строительство Алтынтопканского горно-металлургического комбината им. В. И. Ленина (ныне Алмалыкский горно-металлургический комбинат). Комбинат и свинцово-цинковая обогатительная фабрика вступили в строй в 1954 году.
6 октября 1962 года вступила в строй первая секция Алмалыкской меднообогатительной фабрики.
В 1963 году построен Медеплавильный завод, состоящий из плавильного, медеэлектролитного и сернокислотных цехов.
На цинковом и медеплавильном заводах были созданы сернокислотные цеха, а на базе утилизации бедных сернистых газов — цех серной кислоты и жидкого сернистого ангидрида.
В том же году введен в эксплуатацию Цинковый завод и организовано сернокислотное производство.

### Рудник Кургашинкан
Старейшее горное предприятие комбината, начал свою работу с 1931 года. Основные полезные компоненты: свинец, цинк; попутные: золото, серебро, медь, кадмий, висмут и ряд других редкоземельных элементов. В 1951 году месторождение оценено как промышленное и возник рудник. Затем были разведаны месторождение юго-западный Кургашинкан, «Кулькермес», открыта «приконтактовая залежь».
Кургашинский рудник выдавал руду 43 года. Работа его прекращена в 1994 году, карьер был законсервирован. А затем его затопили грунтовые воды объёмом около 20 миллионов кубометров.

### Рудник Алтын-Топкан
Алтын-Топканское рудоуправление создано на базе полиметаллических месторождений рудничного поля, которое и дало своё имя сначала руднику, а затем и рудоуправлению. Расположенное в 36 км от Алмалыка, это рудное поле состоит из целой серии месторождений: Пай-Булак, Перевальное, Чашлы, Курбанкул, Кичиксай, Мышик-Кол, Чал-Ата, Уч-Кот-лы, Алтын-Топкан, Таш-Гезе, Сардоба, Шамырсай.
Наиболее перспективными из них были признаны Алтын-Топкан, Чал-Ата, Сардоба, Пай-Булак.
Впервые были отмечены в 1925 году Сардобское месторождение, в 1938 году. — Алтын-Топканское, в 1940 году — Чал-Атинское. 1948 год официально считается годом рождения рудника.
Центральный карьер просуществовал до 1971 года. Работы здесь были приостановлены в связи с обрушением горы Ак-Таш — северного борта карьера.
Со второй половины 1958 года начата добыча руды подземным методом.
К 1996 году работы были прекращены.

### Рудник Кальмакыр

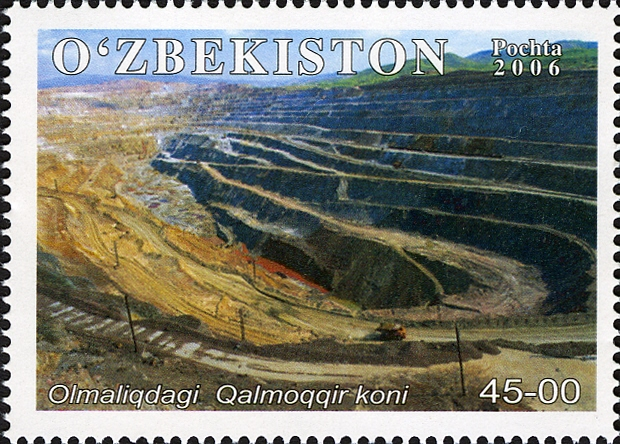
Рудник Калмакыр на почтовой марке Узбекистана, 2006

На его базе построена медная обогатительная фабрика комбината, медеплавильный завод. Строительство на месторождении началось в 1954 году.

### Рудник Сары-Чеку
Медно-молибденовое месторождение первую оценку получило в 1933 году. Однако только в 1955 году были организованы разведывательные работы. Были обнаружены: молибден, медь, серебро, сера, золото, селен, теллур и др. Рентабельная эксплуатация месторождения гарантирует руднику жизнь до 2010 г.

### Рудник Уч-Кулач
Свинцово-цинко-баритовое месторождение находится в 320 км от Алмалыка. Впервые упоминается в работах Н. А. Смирнова, производившего в этих местах геологическую съемку в 1930—1934 гг.
1979 год — строительство рудника вместе с рабочим поселком Уч-Кулач.
1 марта 1996 год добыча руды прекращена.

## Алмалыкское акционерное общество «Аммофос-Максам»
Алмалыкское АО «Аммофос-Максам» входит в состав ГАК «Узкимёсаноат».
В декабре 1969 года введена в эксплуатацию первая очередь производства аммофоса и экстракционной фосфорной кислоты.
В декабре 1973 года введена II очередь, в декабре 1978 года — третья. В 1980 году осуществлена реконструкция второй очереди. В 1981 году введен в эксплуатацию цех по выпуску серной кислоты — цех СК-40, а в 1986 г. — цех экстракционной фосфорной кислоты IV очереди.
Алмалыкский химический завод имени XXVI съезда КПСС 10 февраля 1992 года преобразовано в Алмалыкское производственное объединение «Аммофос»; 27 августа 2001 года преобразовано в Алмалыкское открытое акционерное общество «Аммофос», в октябре 2008 года преобразовано в Алмалыкское открытое акционерное общество «Аммофос-Максам», в октябре 2014 г. преобразовано в Алмалыкское акционерное общество «Аммофос-Максам».
Председатель Правления — Б. Б. Содиков.

## Система образования
Непрерывный цикл образования состоит из дошкольного, школьного и профессионального. В системе народного образования функционируют 13 детских дошкольных учреждений (№ 2, 4, 7, 12,13, 18, 21, 22, 28, 31, 33—35 и 39), 23 общеобразовательных школ, 6 профессиональных колледжей, Академический лицей № 3, горно-металлургический факультет Навоийского государственного горного института , Алмалыкский филиал МИСиС и одна бизнес-школа.
Также имеется ряд спортивно-оздоровительных комплексов:
- бассейн (2)
- тренажёрные залы и спортивные площадки
- футбольные поля и городской стадион
- бокс-арена

## Транспорт
Развита транспортная инфраструктура. Шоссе до Ташкента (52 км).
В городе с 1967 по 2008 годы действовала троллейбусная сеть. В 2008-м троллейбусы были отменены как "морально устаревший транспорт".
До некоторого времени в городе ходили маршрутки «РАФ», которые были заменены на легкие микроавтобусы  Daewoo Damas, Газель и автобусы Isuzu.

## Хокимы
1. Беланов, Юрий Николаевич
2. Закиров, Абдурашид Абдусатторович
3. Пулатов, Шухрат Артыкович (2011—2015)[10]
4. Маннапов Бахром Эгамбердиевич (2015-2017)
5. Миркасимов Мирагъзам Миразадович c 18 Август 2017.
6. Каримов, Уктамжон Дехканович с 01.08.2018[11]